# 平頼綱
平 頼綱（たいら の よりつな）は、鎌倉時代後期の武士。北条氏得宗家の御内人。元寇（蒙古襲来）時の鎌倉幕府8代執権北条時宗、9代執権北条貞時の寄合衆、執事（内管領）、侍所所司で、貞時の乳母父である。父は歴代執権の執事を務めた平盛時。御内人の筆頭格として北条得宗家の専制体制を補佐した。

## 生涯

### 時宗執事
頼綱は北条泰時に仕えた平盛綱の孫と言われている。頼綱は代々北条氏嫡流の得宗家に仕える御内人として時宗に仕え、時宗の命を実行に移す役割を担っていた。平金吾とも呼ばれ、また左衛門尉に任じられていたので、平左衛門尉とも称された。弘長元年（1261年）の頃に父盛時から侍所所司を継承し、文永9年（1272年）以前には得宗家の執事となっている。
生年は明確に分かってはいないが、次男資宗が文永4年（1267年）の生まれであることから、仁治元年（1240年）頃に生まれたのではないかとされる。その場合、泰盛と時宗の中間の世代に相当し、建長8年（1256年＝康元に改元）まで執権であった北条時頼の偏諱（｢頼｣の字）を受けて元服したものと判断される。『吾妻鏡』では建長8年1月4日条の「平新左衛門三郎」を初見として4回登場する。
文永8年（1271年）9月、蒙古襲来（元寇）間近という緊迫した状況下、国内で一致団結した防衛が必要とされる中、過激な他宗批判を行い、国内の宗教対立を扇動する日蓮が、口撃対象としていた浄土宗の僧行敏に告訴されると、侍所所司であった頼綱が取り調べを行っている。幕府は訴状を受理すると、次に『御成敗式目』の定めに従い、訴状に対する「陳状」(答弁書)を日蓮に求めた。日蓮は陳状を提出するが、「庵室に凶徒を集め弓箭(弓矢)・兵仗(武器)を貯えている」との行敏側の指摘は否定せず、蒙古襲来に対応するために防衛体制強化を行う幕府に異を唱える「悪党」とされ、『御成敗式目』第12条「悪口（あっこう）の咎」の最高刑となる佐渡流罪の判決がくだり、流罪を執行している。この時に日蓮が頼綱に宛てた書状で、頼綱を「天下の棟梁」と書いている。
日蓮は佐渡流罪から3年後の文永11年（1274年）に釈免され、鎌倉で頼綱と面会している。鎌倉幕府は『御成敗式目』第二条「寺社異ナレリトイエドモ崇敬ハ是レ同ジ」の立場で、『本化別頭仏祖統紀』によれば、城門の西に新たに愛染堂を建立し、庄田一千町（三百万坪）の収益を上納するので、他宗批判をやめ、蒙古襲来の危機が迫っているため、他宗と同様に一致団結して、護国を祈るように日蓮に提案するも、日蓮はこの申し出を断り、その後、身延入山している。同年、最初の蒙古襲来である文永の役が起こっている。

### 安達泰盛との対立
時宗は、ごく少人数で行われた「寄合」と呼ばれる秘密会議で意思決定を行っており、頼綱はこの寄合に参加する寄合衆であり、安達泰盛に並ぶ北条時宗の重臣で、御家人を統率する侍所所司として警察・軍事・治安維持等を行っている（寄合衆は泰盛、諏訪盛経、太田康有、佐藤業連、頼綱の5名）。弘安2年（1279年）の日蓮書状（聖人御難事）には「平等も城等もいかりて此の一門をさんざんとなす」とあり、平等（頼綱）の勢力が、有力御家人であった城等（秋田城介のこと。秋田城介とは官職による名で、ここでは泰盛のことをいう）の勢力と拮抗していた事を示している。蒙古襲来によって幕府の諸問題が噴出すると同時に、戦時体制に乗じて得宗権力が拡大していく中で、得宗権力を行使する御内人の勢力は増し、その筆頭である頼綱と、得宗外戚で伝統的な外様御家人を代表する泰盛との対立が深まっていた。弘安7年（1284年）正月には内管領就任が確認され、父から受け継いだ侍所所司・寄合衆・内管領を兼ねる得宗被官最上位として長崎氏一門が得宗家公文所・幕府諸機関に進出している。
弘安7年（1284年）4月、両者を調停していた執権時宗が34歳の若さで死去する。時宗の死と同時に北条一族内で不穏な動きが生じ、六波羅探題北方の北条時村は鎌倉へ赴こうとして三河国で御内人に追い返され、探題南方の北条時国は6月に悪行を理由に鎌倉へ召還されて常陸国へ配流となった後に誅殺された。7月に14歳の貞時が執権に就任するが、8月には時国の叔父の時光の謀反が露見したとして種々拷問を加えられて佐渡国へ流されている。時村を制止して京に帰したのが御内人で、時国・時光ら佐介流北条氏が泰盛に近い立場だったことから、これらは頼綱の主導によるものだとする見方もある。
貞時の外祖父である泰盛は将軍権力の強化、得宗・御内人の権力を抑制する改革（弘安徳政）を行い、貞時の乳母父で内管領である頼綱との対立は更に激化する。弘安8年（1285年）11月、ついに鎌倉市街で武力衝突に至り、執権貞時を奉じる頼綱の先制攻撃によって泰盛とその一族を討ち、泰盛与党であった御家人層は一掃された。 これを霜月騒動（弘安合戦）という。有力御家人500人が戦死したと伝えられており、この争乱は全国に広がり、全国を二分する争いとなった。なお同年12月27日に頼綱は出家し、以降「平左衛門入道」「平入道」「平禅門」などと呼ばれている。

### 頼綱専制支配
元寇後、御家人等に対する恩賞問題が発生し、財政難のなかで3度目の元軍襲来に備えて国防を強化しなければならないなど、国内外に難題が積み重なっていた中、頼綱は泰盛が進めた御家人層の拡大などの弘安徳政路線を撤回し、御家人保護の政策をとりながら、暫くは追加法を頻繁に出す等の手続きを重視した政治を行っていた。得宗家の専制体制の強化、訴訟の公正化、異国警護、悪党禁圧等を行っている。蒙古襲来後に訴訟が急増していた九州には、後に鎮西探題となる鎮西談議所を設置し、鎌倉や六波羅探題に代わる専門の訴訟機関を設置した。
頼綱は得宗権力が強化される施策を行ったが、それは頼綱の専権を強化するものであり、霜月騒動の1年後の弘安9年（1286年）にはそれまで重要政務の執事書状に必要であった得宗花押を押さない執事書状が発給されており、弘安10年（1287年）に7代将軍源惟康が立親王して惟康親王となってからは専制政治を敷くようになる（この立親王は惟康を将軍職から退け京都へ追放するための準備であるという）。同年、朝廷に要請して大覚寺統の後宇多天皇に譲位させ、持明院統の伏見天皇が即位。後宇多の父亀山上皇の院政が停止され、伏見の父後深草上皇が院政を開始する。2年後の正応2年（1289年）には伏見の皇子胤仁親王（後伏見天皇）が立太子され、さらに将軍の惟康を解任して京に送還。代わって後深草の皇子久明親王を将軍に迎えている。惟康の将軍解任と京送還の理由やくわしい経緯は不明だが、これら一連の事件については泰盛の弘安徳政と連動して京で朝廷内改革・徳政を行うなど親密だった亀山上皇を頼綱が危険視したことが原因で、惟康親王も妹の掄子女王と瑞子女王が後宇多天皇の後宮に入っていたことから大覚寺統に近い立場と見なされたとする説がある。
正応4年（1291年）には九州の訴訟と引付衆による神社・仏寺の裁判迅速化のため、五方引付の上位として御内人の飯沼資宗（頼綱の次男）、大瀬惟忠、長崎光綱（頼綱の一族）、工藤杲禅、平宗綱（頼綱の嫡男）に監督権を与えるなど、若年の主君貞時を擁する頼綱は公文所を意のままに運営し、得宗家の広大な所領と軍事力を背景として寄合衆を支配し、霜月騒動から7年余りに及んだその権力は『保暦間記』によると「今は更に貞時は代に無きが如くに成て」という執権をも凌ぐものであった。

### 最期
頼綱の専制政治は貞時にも不安視され、正応6年（1293年）4月12日の鎌倉大地震の混乱に乗じて、その10日後の22日、経師ヶ谷（鎌倉市材木座）の自邸を貞時の軍勢に急襲され、頼綱は自害し、次男飯沼資宗ら一族は滅ぼされた。これを平禅門の乱という。幕府護持僧の親玄による『親玄僧正日記』によれば、合戦の前に頼綱嫡男の宗綱が貞時のもとに参上し、自分は父とは「違逆」のため御不審を蒙りたくないと述べたとあり、『保暦間記』によると、頼綱が資宗を将軍にしようとしたが、宗綱は忠心のある人物だったため父の悪行を嘆いて貞時に密かに訴えたという。頼綱滅亡の風聞を聞いた正親町三条実躬は日記『実躬卿記』に「城入道（安達泰盛）誅せられし後、彼の仁（頼綱）一向執政、諸人恐懼の外、他事なく候」「あまりに驕り過ぎの故か」と記している。
頼綱死後、長崎光綱が一族の惣領となり、得宗家執事となっている。光綱は頼綱の弟、甥、従兄弟等の説があり確定していない。宗綱は乱後に佐渡国へ流されたものの、召還された後に内管領となったが、後にまた上総国へ配流された。霜月騒動で失脚した御家人たちも徐々に復帰し、安達氏も泰盛の甥・宗顕の子である時顕が安達氏の家督を継承し、以後長崎氏と安達氏は婚姻関係を結ぶまでになった。